# Constantí Salusi III de Càller
Constantí Salusi III fou fill i successor vers 1130 de Marià Torxitori II de Càller. Es va casar amb Jordina de Lacon-Gunale, que morí vers el 1130, i en segones noces amb Sardínia de Lacon-Zori. Va morir vers el 1163. De la primera dona va tenir tres filles: una primera filla de nom desconegut que es va casar amb Pere de Càller-Torres (anomenat també Pere Torxitori III de Lacon) i fou proclamada jutgessa amb el seu marit el 1187 però fou deposada pels pisans i tancada a la presó on va morir; la segona filla, Jordina, es va casar amb Obert, marquès de Massa i Còrsega (mort vers 1189) que fou jutge del 1188 al 1189; i la tercera, Preciosa, fou la dona de Tedice della Gherardesca comte de Castagneto.